# Доминтены
Доминтены (рум. Dominteni, Доминтень) — село в Дрокиевском районе Молдавии. Относится к сёлам, не образующим коммуну.

## География
Село расположено на высоте 121 метров над уровнем моря.

## Население
По данным переписи населения 2004 года, в селе Доминтень проживает 1402 человека (670 мужчин, 732 женщины).
Этнический состав села:
| Национальность | Число жителей | Процентный состав |
| -------------- | ------------- | ----------------- |
| молдаване      | 1375          | 98.07             |
| украинцы       | 12            | 0.86              |
| русские        | 7             | 0.5               |
| цыгане         | 5             | 0.36              |
| румыны         | 1             | 0.07              |
| прочие         | 2             | 0.14              |
| Всего          | 1402          | 100%              |